# リコー関西
リコー関西株式会社（リコーかんさい） は、かつて存在したリコーの販売子会社。グループでは関西・四国の地域統括販売会社であり、メーカーの支店機能も有していた。

## 概要
主に複写機・ファクシミリ・レーザープリンターやそれらの複合機・デジタルカメラの販売を行う。リコー製品のみならず、各社パソコンやサーバをはじめとするIT関連機器の販売も行っていたほか、独自でASP事業、CADスクールも展開した。
2010年7月、当社を含む国内販売会社7社が合併し、リコージャパン株式会社となった。

## 担当エリア
- 大阪府・兵庫県・京都府・滋賀県・奈良県・和歌山県・香川県・愛媛県・高知県・徳島県

## 主要取引先
- 大塚商会
- ダイワボウ情報システム
- ソフトバンクBB
- 日本HP
- 日本IBM
- 官公庁
- リコーリース

## 関連会社
- 株式会社リコー
- リコー東北株式会社
- リコー中部株式会社
- リコー販売株式会社
- リコー中国株式会社
- リコー九州株式会社
- リコーテクノシステムズ株式会社
- リコーリース株式会社